# Orla-prisen
Orla-prisen er en dansk litteraturpris for børne- og ungdomsbøger opkaldt efter hovedpersonen i Ole Lund Kirkegaards børnebog Orla Frøsnapper. Orlaprisen er børnenes egen bogpris. Det er børn, der nominerer de bedste nye, danske børnebøger, og det er børn, der stemmer til prisen. Målgruppen er børn på 9-12 år, og de bøger, der nomineres, skal være udgivet inden for to år og skrevet af en dansk forfatter. Hvert år nomineres tre bøger i fem forskellige kategorier, og vinderen af hver kategori får 10.000 kroner. Prisen bliver afviklet af Aarhus Kommunes Biblioteker i samarbejde med eReolen GO og med støtte fra Boghandlerforeningen. Slots- og Kulturministeriet giver økonomisk støtte til prisen. 

## Historik
Prisen blev uddelt første gang i 2005 i regi af Danmarks Radios B&U. Fra 2008 kunne der stemmes blandt seks titler i hver af fire kategorier. Bøgerne blev nomineret af både børn og voksne samt ud fra udlånsstatistikker fra biblioteker. Vinderne blev fundet af børnejuryer i fire kategorier.
Prisen blev ikke uddelt i 2011. Fra 2012 blev de fire kategorier til en enkelt med 12 nominerede. De skulle i højere grad ramme de 7 til 12 årige børn, som både er målgruppen for børnebibliotekernes bogformidling på www.pallesgavebod.dk og for de store børn DR Ramasjang. 
Bag prisen stod tidligere Danmarks Radios Børne- & Ungdomsafdeling og kampagnen Læselyst, der gennemførtes af Kulturministeriet, Undervisningsministeriet og Ministeriet for Familie- og Forbrugeranliggender. Desuden deltog Forlæggerforeningen, Den danske Boghandlerforening, Danmarks Skolebibliotekarer, Bibliotekarforbundet samt netstederne Boggnasker.dk og Spørg Olivia. 

## Modtagere

### 2005
- Bedste billedbog: Katrine Hauch-Fausbøll (forfatter) & Sussi Bech (tegner): Kaj & Andrea – Hurra vi skal i skole
- Bedste børnebog: Dennis Jürgensen: Sagen om det blodige vampyrtrick
- Bedste ungdomsbog: Kenneth Bøgh Andersen: Himmelherren: Drengen med de violette øjne
- Bedste tegneserie: Don Rosa, Walt Disney Company: Hall of Fame

### 2006
- Bedste billedbog: Flemming Quist Møller: Cykelmyggen og Dansemyggen
- Bedste børnebog: Kenneth Bøgh Andersen: Djævelens Lærling
- Bedste ungdomsbog: Josefine Ottesen: Dæmonernes hvisken
- Bedste tegneserie: Albert Uderzo: Asterix – Da himlen faldt ned om ørerne!

### 2007
- Bedste billedbog: Jens Vilstrup & Claus Riis: Duen Didrik – i dronningens tjeneste
- Bedste børnebog: Lene Kaaberbøl: Skyggeporten
- Bedste ungdomsbog: Dennis Jürgensen: Den gyldne by
- Bedste tegneserie: Merlin P. Mann & Jan Kjær: Taynikma – Skyggeskoven

### 2010
- Bedste billedbog: Anders Morgenthaler: Carsten & Gittes Bedste Historier
- Bedste børnebog: Mette Finderup: Emmy – den fedeste sommer, or not!
- Bedste fagbog: Jan Kjær: Taynikma – tegneskole
- Bedste Fantasybog: Sascha Christensen: Den Ydmyge Amulet

### 2009
- Bedste billedbog: Elin Bing (forfatter) & Dina Gellert (tegner): Bamses allergo'este bog
- Bedste børnebog: Tulle Sigbrand: Olivia
- Bedste ungdomsbog: Anders Johansen: Stjerneskælv
- Bedste fantasybog: Kenneth Bøgh Andersen: Dødens terning

### 2008
- Bedste billedbog: Jakob Martin Strid: Min mormors gebis
- Bedste børnebog: Manu Sareen: Iqbal Farooq og den sorte pjerrot
- Bedste ungdomsbog: Sanne Munk Jensen: En dag skinner solen også på en hunds røv
- Bedste tegneserie: Peter Madsen & Henning Kure: Valhalla 14 - Muren

### 2011
Orlaprisen blev ikke uddelt i 2011

### 2012
- Lene Kaaberbøl: Vildheks, Ildprøven

### 2013
- Jørn Jensen: Koldt blod - hvor er Laura?

### 2014
- Kim Fupz Aakeson og Niels Bo Bojesen: Vitello gør en god gerning

### 2015
- Laura Kristine Arnesen og Marie Moesgaard Wivel: Fletninger

### 2016
- Jacob Riising: Karmaboy - Kometen og den onde numsekløe

### 2017
- Bedste handling: Ternet Ninja af Anders Matthesen
- Bedste bog man bliver klog af: Sådan blev jeg Rasmus Brohave af Rasmus Brohave
- Bedste tegning: Gamerz, Gamer 4ever af Kasper Hoff og Jan Solheim
- Bedste Karaktér: K for Klara 11: Er vi venner? af Line Kyed Knudsen

### 2018
- Flotteste bog at kigge i: Mirja 2 - Drømmestenen af Gunvor Ganer Krejberg og Rebecca Bang Sørensen
- Bedste bog jeg blev klogere af: Guide til piger af Sabine Lemire
- Bogen, der fik mig til at grine: Bubbi – den talende hund af Morten Münster og Merlin P. Mann
- Den mest spændende bog jeg har læst: Hitman af Peter Krogholm
- Orlas Ærespris: Josefine Ottesen

### 2019
- Den forside, der fik mig til at læse bogen: Verdens Vildeste Børn - Illustreret af Rasmus Juul Pedersen og skrevet af David Pepe Birch[1]
- Den bog der gav mig grineflip: Drengen der fik ting i hovedet - Guld på hjernen af Kasper Hoff og Jan Solheim
- Den hovedperson man ikke glemmer: Mira 3 - #kreaklubben, #familie, #kys af Sabine Lemiere og Rasmus Bregnhøi
- Den bog man ikke kan lægge fra sig: Hybenhjerter af Jane Susanne Andersen

### 2020
Prisen blev ikke uddelt i 2020.

### 2021
- Bogen med de bedste tegninger: Simba og kattenapperne illustreret af Flemming Schmidt
- Bogen jeg ikke kunne lægge fra mig: Geminiforbandelsen af Kim Ace
- Den bedste bogserie: Naja Münster-serien af Line Kyed Knudsen og Naja Münster
- Bogen der gjorde mig klog: Sebastians store quiz om dyr af Sebastian Klein
- Bogen som fik mig til at grine: Bamser, bomber og brødristere af Kristoffer J. Andersen og Niki Topgaard

### 2022
- Bedste handling: Geminiforbandelsen 2 af Kim Ace
- Bedste fagbog: Verdens 100 mest truede dyr af Sebastian Klein
- Gys og spænding: Min kat er seriemorder af Charlotte Berwald
- Den bedste serie: Mira af Rasmus Bregnhøi og Sabine Lemire
- Den sjoveste bog: Månebibliotekets forbandelse af Lakserytteren

### 2023
- Fantasy: De glemte vogtere 1 af Andreas Boeskov
- Teenliv: Happy Happy af Mette Vedsø
- Fakta: Verdens 100 mest berømte dyr af Sebastian Klein
- Sjov: Møgmis af Thomas Hjorthaab og Sophie Souid
- Spænding: Min kat er gangster af Charlotte Berwald

### 2024
- Sjov: Ternet Ninja 3 af Anders Matthesen

- Spænding: Iltjagt 2 - hemmeligheder af Nicole Boyle Rødtnes
- Viden: Lær at tegne monstre med Jan Kjær af Jan Kjær
- Forside: Maskespil - Dronnings udvalgte 2 af Julie Midtgaard - forside af Danielle Finster
- Venner: De hemmelige youtubere - No shame af Maria Rørbæk